# Alvar Myhlback
Karl Alvar Myhlback (* 22. März 2006 in Bjursås) ist ein schwedischer Skilangläufer. Er wurde 2024 zweifacher Junioren-Weltmeister und gewann 2025 als bislang jüngster Sieger den Wasalauf – eine der ältesten und weltgrößten Skilanglaufveranstaltungen.

## Leben

### Herkunft und Einordnung
Er kam in der mittelschwedischen Ortschaft Bjursås zur Welt und ist der Sohn von Petter Myhlback. Dieser war selbst als Skilangläufer aktiv, konnte zwei Rennen des Continental-Cups gewinnen und arbeitet mittlerweile (Stand: März 2025) als Trainer des schwedischen Skilanglauf-Nationalteams.
Bereits seit früher Jugend gilt Alvar Myhlback als großes Talent. So absolvierte er beispielsweise schon im Alter von 13 Jahren über fünfstündige Rollskiläufe mit dem ehemaligen Olympiasieger und Weltmeister Anders Aukland. Spätestens ab Anfang 2023, im Alter von 16 Jahren, wurde er als Wunderkind gepriesen und als das „größte Talent angesehen, das der schwedische [Ski-]Langlaufsport je hatte“. Insbesondere sein weit überdurchschnittliches Trainingspensum zog Aufmerksamkeit auf sich – sowohl seitens der Medien als auch von früheren Größen des Sports wie etwa Petter Northug und Frode Estil.

### Karriere
Myhlback sicherte sich im Frühjahr 2022 bei den schwedischen Juniorenmeisterschaften die Silbermedaille im Sprint. Sein erstes FIS-Rennen absolvierte er dann am 18. November 2022 in Bruksvallarna und belegte dabei im Sprint über 1,4 Kilometer in der klassischen Technik den dritten Platz. Für den Start beim Wasalauf am 5. März 2023 erhielt der damals 16-Jährige eine Ausnahmegenehmigung und wurde so zum jüngsten Skilangläufer aller Zeiten, der an diesem legendären Skimarathon teilnahm. Am Ende der 90-Kilometer-Distanz lag er nur 16,7 Sekunden hinter dem Sieger Emil Persson und erreichte den achten Rang. Ende des gleichen Jahres debütierte Myhlback am 2. Dezember 2023 als bislang jüngster Schwede im Weltcup: Beim Sieg des Norwegers Pål Golberg kam er über 10 Kilometer Freistil auf dem 37. Platz ins Ziel.
Das darauffolgende Jahr 2024 verlief überaus erfolgreich und begann im Februar mit Myhlbacks Erfolgen bei den nordischen Junioren-Skiweltmeisterschaften im slowenischen Planica. Dort gewann er sowohl im Rennen über 10 Kilometer Freistil mit mehr als 50 Sekunden Vorsprung als auch – gemeinsam mit Evelina Crüsell, Anton Grahn und Mira Göransson – in der Mixed-Staffel Goldmedaillen. Im Massenstart über 20 Kilometer Freistil musste er sich hingegen mit dem sechsten Platz begnügen. Weniger als einen Monat später erreichte er Anfang März bei seiner zweiten Teilnahme am Wasalauf mit dem dritten Rang bereits eine Podestplatzierung und im Oktober bedachte ihn der schwedische Skiverband im Rahmen der zweijährlichen Ehrung vielversprechender Nachwuchssportler mit einer Förderung in Höhe von 15.000 Kronen (etwa 1350 Euro). Myhlback wurde als Titelverteidiger vom schwedischen Verband nicht für die Nordische Junioren-Skiweltmeisterschaft 2025 im lombardischen Schilpario nominiert, nachdem er bei der Qualifikation in Bergeforsen nicht angetreten war. Er kritisierte daraufhin das Auswahlverfahren der schwedischen Nationalmannschaft. Anfang März 2025 krönte sich Myhlback dann zum jüngsten Sieger des Wasalaufs und erreichte dabei in unter dreieinhalb Stunden die zweitschnellste je gelaufene Zeit.

## Statistik
Platzierungen im Weltcup
Die Tabelle zeigt die erreichten Platzierungen im Einzelnen.
- 1.–3. Platz: Anzahl der Podiumsplatzierungen
- Top 10: Anzahl der Platzierungen unter den ersten zehn
- Punkteränge: Anzahl der Platzierungen innerhalb der Punkteränge
- Starts: Anzahl gelaufener Rennen in der jeweiligen Disziplin
- Hinweis: Bei den Distanzrennen erfolgt die Einordnung gemäß FIS.

| Platzierung               | Distanzrennen a | Distanzrennen a | Distanzrennen a | Distanzrennen a | Distanzrennen a | Skiathlon Verfolgung | Sprint | Etappen- rennen b | Gesamt | Team   | Team    |
| Platzierung               | ≤ 5 km          | ≤ 10 km         | ≤ 15 km         | ≤ 30 km         | > 30 km         | Skiathlon Verfolgung | Sprint | Etappen- rennen b | Gesamt | Sprint | Staffel |
| ------------------------- | --------------- | --------------- | --------------- | --------------- | --------------- | -------------------- | ------ | ----------------- | ------ | ------ | ------- |
| 1. Platz                  |                 |                 |                 |                 |                 |                      |        |                   |        |        |         |
| 2. Platz                  |                 |                 |                 |                 |                 |                      |        |                   |        |        |         |
| 3. Platz                  |                 |                 |                 |                 |                 |                      |        |                   |        |        |         |
| Top 10                    |                 |                 |                 |                 |                 |                      |        |                   |        |        |         |
| Punkteränge               |                 | 2               |                 |                 |                 | 1                    | 1      |                   | 4      |        | 1       |
| Starts                    |                 | 5               |                 |                 |                 | 1                    | 1      |                   | 7      |        | 1       |
| Stand: Saisonende 2024/25 |                 |                 |                 |                 |                 |                      |        |                   |        |        |         |

Teilnahmen an Junioren-Weltmeisterschaften
| 2024 Planica | 1. | 6. | – | 1. |

Siege bei Ski-Classics-Rennen
| Nr. | Datum        | Ort        | Rennen   | Disziplin                   |
| --- | ------------ | ---------- | -------- | --------------------------- |
| 1.  | 2. März 2025 | Sälen–Mora | Wasalauf | 90 km klassisch Massenstart |